# 帕多瓦14世紀濕壁畫群

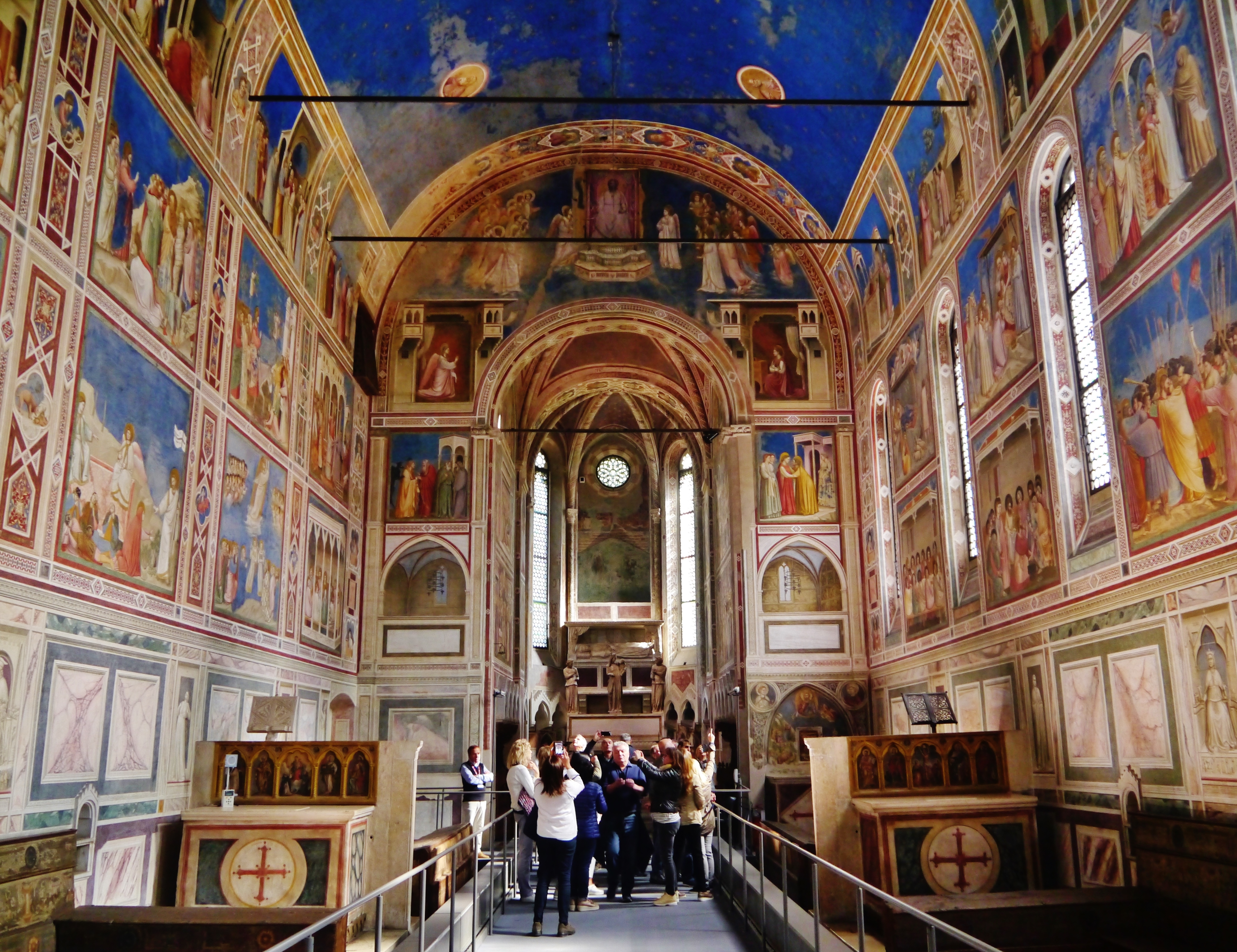

帕多瓦14世紀濕壁畫群（Padua's fourteenth-century fresco cycles）是義大利帕多瓦的一組壁畫，位於8個宗教及世俗建築群（斯克羅威尼禮拜堂、隐修教堂、理性宮、Loggia dei Carraresi、Battistero di Padova、帕多瓦圣安多尼圣殿、Oratorio di San Giorgio (Padova)以及Oratorio di San Michele (Padova)）內，1302年至1397年間不同藝術家創作了這些壁畫。它於2021年7月24日起被列入联合国教科文组织世界遗产名录 。